# Giovanni Battista Mangone
Giovanni Battista Mangone (Pavia, a mitjan segle XVI) fou un músic italià.
Rebé el malnom d'Il piccino (el petit), i exercí les professions d'advocat, organista i professor de cant. És autor d'un llibre, avui molt rar, titulat: Ghirlana musicale, etc., (Pavia, 1615), que tracta de l'excel·lència de la música i del fonament de les arts liberals, etc.